# Alonso López Maldonado
Alonso López Maldonado (muere el 26 de septiembre de 1626 en Madrid) fue un escultor y retablista madrileño.

## Biografía
Se encargó de diversas obras a lo largo de la provincia de Madrid. Entre ellas se encuentra la de decorar la vieja Puerta de Alcalá.